# Ryan Bayley
Ryan Bayley, född den 9 mars 1982 i Subiaco, Australien, är en australisk tävlingscyklist som tog guld i både sprintcykling och i keirincykling vid olympiska sommarspelen 2004 i Aten. 